# ROFF Consulting
A ROFF é uma empresa portuguesa fundada em 1996, especializada na consultoria de soluções de software de gestão da empresa alemã SAP. Sediada em Lisboa, opera em escritórios em Lisboa, Porto, Covilhã, Bragança, Paris, Luanda, Estocolmo, Casablanca, Nyon, Macau, São Paulo, Ciudad do México, Abidjan e Singapura. Em 2011 foi considerada “Melhor Empresa Portuguesa para Trabalhar em Portugal” pelo Great Place to Work Institute. 
A ROFF foi a primeira empresa em Portugal especializada na consultoria do sistema integrado de gestão empresarial SAP ERP. e o maior parceiro da SAP.[carece de fontes?] Em 2008, tornou-se subsidiária do grupo Reditus, resultando num dos três maiores grupos portugueses na área da tecnologia da informação.
A ROFF em 2015 formalizou uma parceria estratégica com a Inndot, empresa de TI no México, que permitiu fortalecer e expandir o portefólio de serviços e soluções SAP, disponíveis para o sector empresarial privado e público naquele país.
Em novembro de 2016 a ROFF integra o grupo Gfi Informatique com a liderança do negócio SAP do grupo.